# Plutonesthes tonkinensis
Plutonesthes tonkinensis är en skalbaggsart som beskrevs av Leon Fairmaire 1895. Plutonesthes tonkinensis ingår i släktet Plutonesthes och familjen långhorningar. Inga underarter finns listade i Catalogue of Life.